# كلو ويب
كلو ويب (بالإنجليزية: Chloe Webb)‏ (و. 1956 – م) هي ممثلة، وممثلة تلفزيونية من الولايات المتحدة الأمريكية .

## التعليم
تعلمت في Boston Conservatory at Berklee ‏

## روابط خارجية
- كلو ويب على موقع IMDb (الإنجليزية)
- كلو ويب على موقع قاعدة بيانات الأفلام العربية
- كلو ويب على موقع ألو سيني (الفرنسية)
- كلو ويب على موقع ميوزك برينز (الإنجليزية)
- كلو ويب على موقع أول موفي (الإنجليزية)
- كلو ويب على موقع قاعدة بيانات الأفلام السويدية (السويدية)
- كلو ويب على موقع إن إن دي بي (الإنجليزية)
- كلو ويب على موقع قاعدة بيانات الفيلم (الإنجليزية)
- كلو ويب على موقع كينوبويسك (الروسية)